# هایاتو آراکی
هایاتو آراکی (ژاپنی: 荒木 隼人؛ زادهٔ ۷ اوت ۱۹۹۶) یک بازیکن فوتبال اهل ژاپن است.
از باشگاه‌هایی که در آن بازی کرده‌است می‌توان به باشگاه فوتبال سانفریس هیروشیما اشاره کرد.